# Чуднівська районна рада
Чу́днівська райо́нна ра́да — орган місцевого самоврядування Чуднівського району Житомирської області. Розміщується в місті Чуднів, адміністративному центрі району.

## VII скликання

### Склад ради
Загальний склад ради: 34 депутати.
Виборчий бар'єр на чергових місцевих виборах 2015 року подолали місцеві організації семи політичних партій. Дев'ять депутатських місць отримала БПП «Солідарність» — 8, Всеукраїнська Чорнобильська Народна Партія «За добробут та соціальний захист народу» — 7, Всеукраїнське об'єднання «Батьківщина» — 6 мандатів, Радикальна партія Олега Ляшка — 4, УКРОП, «Опозиційний блок» та Аграрна партія України — по 3 депутати.
За інформацією офіційної сторінки ради, станом на червень 2020 року діють п'ять депутатських фракції (Всеукраїнської Чорнобильської Народної Партії «За добробут та соціальний захист народу», ВО «Батьківщина», «БПП «Солідарність», Аграрної партії України, Радикальної партії Олега Ляшка) та п'ять постійних депутатських комісій:
- з питань регламенту, депутатської етики, місцевого самоврядування, законності, правопорядку і прав людини;
- з гуманітарних питань та соціального захисту населення;
- з питань соціально-економічного розвитку, інвестиційної діяльності, середнього і малого бізнесу, діяльності житлово-комунального господарства;
- з питань агропромислового розвитку, регулювання земельних відносин та охорони навколишнього природного середовища;
- з питань бюджету та комунальної власності.

### Керівництво
13 листопада 2015 року, на засіданні першої сесії Чуднівської районної ради VII скликання, головою ради обрали представника «Опозиційного блоку» Павла Домашенка. Заступником став депутат від Радикальної партії Олега Ляшка Сергій Костяков.

## Колишні голови ради
- Копчик Валерій Миколайович — 2006—2015 роки